# Krzemianucha
Krzemianucha – wzniesienie o wysokości 255 m n.p.m. położone na Pojezierzu Wschodniosuwalskim w gminie Jeleniewo.
Na wzniesieniu zlokalizowane jest Radiowo-Telewizyjne Centrum Nadawcze Góra Krzemianucha. Z powodu podobieństwa nazw Krzemianucha bywa mylona z pobliskim wzniesieniem Krzemieniucha.